# Атлетіко Оттава
Атлетіко Оттава (англ. Atlético Ottawa) — канадський професійний Футбольний клуб із міста Оттави (Онтаріо). Заснований у 2020 році на базі футбольного клубу «Оттава Ф'юрі» і входить до власності іспанського клубу «Атлетіко» (Мадрид). Домашні матчі проводить на стадіоні «Ті-Ді Плейс Стедіум».

## Історія
Після розформування футбольного клубу «Оттава Ф'юрі» у січні 2020 було оголошено, що Оттава отримає права на першу команду розширення Прем'єр-ліги Канади, яка буде належати іспанському футбольному клубу «Атлетіко» (Мадрид) та стратегічному партнеру оттавському бізнесмену Джеффу Ганту. 
Клуб дебютував у Прем'єр-лізі Канади у сезоні 2020 року. Першим тренером команди було назначено колишнього гравця мадридського «Атлетіко» Місту. Після його відходу з початку 2022 року головним тренером став Карлос Гонсалес Хуарес, який в минулому працював з юнацькими командами «матрацників».
8 жовтня 2022 року «Атлетіко Оттава» виграло регулярний сезону Прем'єр-ліги Канади, втім у плей-оф у фіналі оттавці програли «Форджу».